# Bente Juncker
Bente Juncker (født 9. maj 1944 i Slagelse) er en dansk forhenværende politiker, der var folketingsmedlem for Centrum-Demokraterne 1981 til 1994.
- Student fra Akademisk Studenterkursus 1966.
- Ridder af Dannebrog 1991.

Juncker blev socialminister i Poul Nyrup Rasmussens regering 28. januar 1994, men måtte gå af kun 14 dage senere på grund af nogle uheldige udtalelser, hun fremsatte i forbindelse med klager over nogle psykisk udviklingshæmmede beboere i nærheden af familiens sommerhus i Råbymagle på Møn. På daværende tidspunkt var hun gift med Uffe Thorndahl.